# Bâgé-Dommartin
Bâgé-Dommartin – gmina we Francji, w regionie Owernia-Rodan-Alpy, w departamencie Ain. W 2013 roku liczba ludności wynosiła 4128 mieszkańców. 
Gmina została utworzona 1 stycznia 2018 roku z połączenia dwóch ówczesnych gmin: Bâgé-la-Ville oraz Dommartin. Siedzibą gminy została miejscowość Bâgé-la-Ville.